# SCRIPT Rock Inventions〜MUSIC VIDEO CLIPS〜
『SCRIPT Rock Inventions〜MUSIC VIDEO CLIPS〜』（スクリプト・ロック・インベンションズ・ミュージック・ビデオ・クリップス）は、SCRIPTのミュージック・ビデオ。2004年8月29日にAFD RECORDSよりリリースされた。

## 解説
SCRIPT初のミュージック・ビデオ集。通信販売限定でリリースされた。
2000年から2002年にキティMMEよりリリースしたシングル「トーキングヘッズ」・「Stripe Blue」・「Inspiration」・「サイレン」・「STRANGER」及びインディーズで発表した曲のプロモーションビデオを収録する。

## 収録曲
1. トーキングヘッズ
2. Stripe Blue
3. Inspiration
4. サイレン
5. STRANGER
6. squall
7. SINGLES
8. X'mas time
9. エンドルフィン (Bonus Track)
10. 特典映像 (メイキング)